# Tigrillo (platillo)
El Tigrillo es un plato que consiste en un revuelto de plátano verde o maduro, cocido en agua, que se lo coloca en un recipiente (batea) y se lo aplasta con una piedra bola o instrumento de madera (majador), para que obtenga una textura suave, se añade queso zarumeño (es el toque especial), huevo, cebolla colorada, originariamente en Zaruma.
Opcional: se lo acompaña con seco de gallina criolla, bistec de carne o carne asada, en otros lugares lo acompañan con otros aderezos como chicharrón o carne de res. Su nombre proviene del color café claro, casi amarillo, con pintas obscuras del plátano chamuscado, que se asemeja a la piel del animal con el mismo nombre. Por lo general el tigrillo se sirve en el desayuno o en la cena, acompañado de un café. El tigrillo es un plato típico de Zaruma, ciudad que pertenece a la provincia de El Oro, pero en sus inicios perteneció a la provincia de Loja. Los zarumeños hicieron famoso este plato en todo el Ecuador, a tal punto que en casi en todas las ciudades se lo puede conseguir. El tigrillo de Guayaquil va acompañada con queso, chicharrón, bistec de carne y un huevo frito.

## Preparación
Existen diferentes formas de preparar el tigrillo, se prepara el refrito (tomate, pimiento y cebolla fritas en el sartén), sobre el cual lleva un huevo, verde rayado y queso para majar por unos minutos. Dependiendo el gusto se lo acompaña con un huevo frito que se llama tigrillo pirata, con dos huevos tigrillo con gafas. Además se sirve con bistec de carne, carne frita, seco de pollo, en fin una variedad de combinaciones.